# کنتربری
کنتربری (به انگلیسی: Canterbury) شهری در مرکز بخش کنتربری در شهرستان کنت در ناحیه جنوب شرقی انگلستان است. کنتربری بر سر راه رودخانه استاوِر جای گرفته‌است. کنتربری مرکز اداری بخش کنتربری نیز هست.
کنتربری آثار تاریخی چندی را در خود جای داده‌است، برای نمونه بازمانده‌های حصار شهر در روزگار چیرگی امپراتوری روم و نیز دژ کنتربری.
برپایهٔ سرشماری سال ۲۰۱۸ جمعیت این شهر و حومه در حدود ۱۶۴٬۵۵۳ نفر است.

## تاریخچه
از روزگار پیش از تاریخ آثاری از زندگی در کنتربری دیده شده‌است. کهنترین سندهای تاریخی آن سامان را زیست‌گاه سلتها خوانده‌اند. در سدهٔ یکم میلادی رومیان بر آن دست یافتند و استحکاماتی در آن ساختند.
رومیان در آغاز سدهٔ پنجم بریتانیا را رها کردند. در این زمان جز چند کشاورز کسی در شهر نماند و در عمل کنتربری تا صد سال آینده متروک ماند. با رسیدن آنگلوساکسونها به بریتانیا دوباره کسانی از این مردمان در این شهر سکنی گزیدند. یوتها شاخه‌ای از آنگلوساکسون‌ها - که در این شهر جاگیر شدند- آنجا را کانتوارابوره - به معنای دژ مردمان کنت- خواندند.
در پایان سدهٔ ششم که مسیحیت به بریتانیا راه یافت کنتربری از سوی پاپ مرکز مسیحی انگلستان گشت. در سدهٔ نهم دانمارکی‌ها آسیب بسیاری را به کنتربری زدند. در دور دوم از تازش‌های دانمارکی‌ها در ۱۰۱۱ اسقف اعظم کنتربری الفژ هم کشته‌شد. ویلیام فاتح با کمترین مقاومتی به این شهر درآمد. ویلیام دستور ساخت برج و بارویی چوبی را برای این شهر داد. در سدهٔ دوازدهم دژ روزگار رومیان دوباره بازسازی شد. پس از این زمان کنتربری که قدیسان مسیحی چندی را به خود دیده‌بود به صورت زیارت‌گاهی برای مسیحیان درآمد. این موضوع خمیرمایهٔ حکایت‌های کنتربری در سدهٔ چهاردهم میلادی گشت.
در سدهٔ چهاردهم طاعون باعث کشتار بسیاری از ساکنان کنتربری شد. در سدهٔ هفدهم جمعیت قابل توجهی از ساکنان شهر را فرانسوی‌زبانان پروتستان پناهنده به انگلستان تشکیل می‌دادند.

## شهرهای خواهر
- فرانسه رنس
- ایالات متحده آمریکا بلومینگتون